# Foramen vertébral
Ne doit pas être confondu avec Foramen intervertébral.
Les foramens vertébraux (ou trous vertébraux) sont les cavités centrales des vertèbres.
Ils sont formés à l'avant par le corps vertébral (ou l'arc antérieur pour l'atlas), et à l'arrière par l'arc vertébral (ou dans le cas de l'atlas, l'arc postérieur et les masses latérales).
Les foramens de l'atlas à la cinquième vertèbre lombaire forment le canal vertébral qui contient la moelle spinale.